# Pseudoclitocybe cyathiformis
Pseudoclitocybe cyathiformis (Bull.) Singer, Mycologia 48: 725 (1956)

## Descrizione della specie
Cappello
Da 2 a 7 cm, carnoso, convesso e poi piano, liscio, di colore grigiastro o grigio-cenere, con margine sottile, involuto.
Lamelle
Fitte, non libere al gambo, separabile, talvolta venate alla base.
Gambo
Da 5 a 10 cm, elastico, talora ingrossato alla base, pruinoso, concresciuto alla base con altri individui.
Carne
Biancastra, tenace, elastica.
- Odore: subnullo, leggermente cianico.
- Sapore: amarognolo, gradevole.

Spore
Globuloso-sferiche, bianche in massa, amiloidi, 8-12 x 5-6,5 µm.

## Habitat
Cresce in autunno, ai margini dei boschi, nei prati, a volte su ceppaie mascescenti, comune.

## Commestibilità
Ottima, un fungo molto ricercato nonostante qualche testo riporti mediocre commestibile per via della scarsa consistenza della carne.

## Specie simili
Difficile confonderlo con altre specie, anche se occasionalmente può essere confuso con qualche specie del genere Lepista o Entoloma.

## Sinonimi e binomi obsoleti
- Agaricus cyathiformis Bull., Herbier de la France 12: tab. 575 (1792)
- Agaricus ectypus sensu Cooke (1870 &; 1882); fide Checklist of Basidiomycota of Great Britain and Ireland (2005)
- Agaricus sordidus sensu Bolton [Hist. Fung. Halifax 2: 59 (1788)], non Fr. (1821); fide Checklist of Basidiomycota of Great Britain and Ireland (2005)
- Agaricus tardus Pers., Synopsis Methodica Fungorum (Göttingen): 461 (1801)
- Cantharellula cyathiformis (Bull.) Singer, Annales Mycologici 34: 331 (1936)
- Clitocybe cinerescens Batsch
- Clitocybe cyathiformis (Bull.) P. Kumm., Führer Pilzk.: 120 (1871)
- Clitocybe cyathiformis var. cinerascens (Batsch) P. Karst., (1879)
- Omphalia cyathiformis (Bull.) Quél., Fl. Analyt. Champ. Supér. (Paris): 129
- Omphalia tarda (Pers.) Gray, A Natural Arrangement of British Plants (London) 1: 614 (1821)